# Titularerzbistum Methymna
Methymna (ital.: Metimna) ist ein Titularerzbistum der römisch-katholischen Kirche. 
Es geht zurück auf ein früheres Bistum in der gleichnamigen antiken Stadt (heute Mithymna) auf der griechischen Insel Lesbos in der Nordost-Ägäis, die zur römischen Provinz Asia bzw. in der Spätantike Insulae gehörte. 
| Titularerzbischöfe von Methymna |                                     |                                                                 |                   |                   |
| Nr.                             | Name                                | Amt                                                             | von               | bis               |
| 1                               | Adolfo Alejandro Nouel y Boba-Dilla | Koadjutorerzbischof von Santo Domingo (Dominikanische Republik) | 8. Oktober 1904   | 20. August 1906   |
| 2                               | François-Marie-Joseph Delamaire     | Koadjutorerzbischof von Cambrai (Frankreich)                    | 3. September 1906 | 7. Februar 1913   |
| 3                               | Thomas O’Donnell                    | Koadjutorerzbischof von Halifax (Kanada)                        | 27. Mai 1929      | 26. Januar 1931   |
| 4                               | Emilio Francisco Lisson Chaves CM   | emeritierter Bischof von Lima (Peru)                            | 3. März 1931      | 25. Dezember 1961 |
| 5                               | Manuel Nunes Gabriel                | Koadjutorerzbischof von Luanda (Portugiesisch-Westafrika)       | 13. Februar 1962  | 17. November 1966 |